# Мірослав Ковачик
Мірослав Ковачик (словац. Miroslav Kováčik; 9 листопада 1978 у м. Нітра, ЧССР) — словацький хокеїст, центральний нападник. 
Вихованець хокейної школи ХК «Нітра». Виступав за ХК «Нітра», «Дукла» (Тренчин), ХК «Злін», «Сибір» (Новосибірськ), «Шеллефтео», «Тржинець».
У складі національної збірної Словаччини провів 48 матчів (11 голів), учасник чемпіонатів світу 2006, 2007 і 2008 (19 матчів, 3+2).

## Досягнення
- Чемпіон Словаччини (2004), срібний призер (2001).